# Abbi Jacobson
Pour les articles homonymes, voir Jacobson.
Abbi Jacobson est une actrice, scénariste, autrice, productrice, réalisatrice et illustratrice américaine, née le 1er février 1984 à Wayne (en), en Pennsylvanie.
Elle est notamment connue pour la série télévisée humoristique Broad City, qu'elle a cocréée et dans laquelle elle joue l'un des rôles principaux au côté d'Ilana Glazer.
Elle prête également sa voix à plusieurs personnages, dont notamment à la princesse Bean, personnage principal de la série Désenchantée et a écrit, en 2018, le livre autobiographique I Might Regret This: Essays, Drawings, Vulnerabilities, and Other Stuff.

## Biographie
Abbi Jacobson étudie les beaux-arts et la production audiovisuelle au Maryland Institute College of Art (en) à Baltimore dont elle sort diplômée en 2006. Parallèlement, elle étudie le stand-up à l'Emerson College à Boston.
Elle s'installe à New-York en 2006 et commence à jouer au sein de troupes de théâtre. C'est là qu'elle rencontre Ilana Glazer avec laquelle elle crée la web série Broad City en 2009.
La série est adaptée pour la télévision et est diffusée sur Comedy Central à partir de 2014 et pour 5 saisons. Abbi Jacobson est à la fois actrice, scénariste, productrice exécutive et réalisatrice.

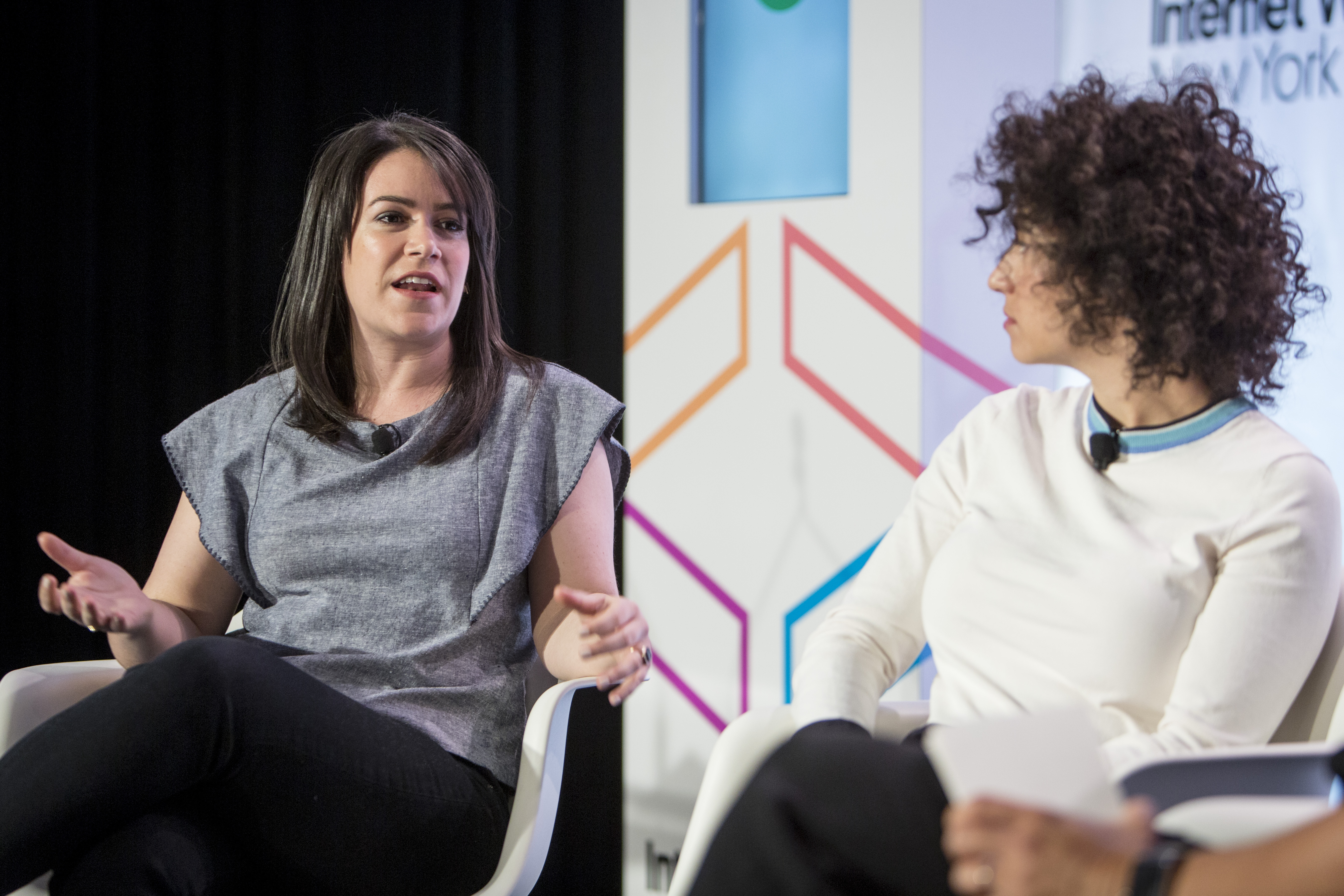
Abbi Jacobson et Ilana Glazer, créatrices et scénaristes de Broad City

Parallèlement, elle prête sa voix à différents films et séries, notamment la Princesse Bean dans Désenchantée, diffusée sur Netflix à partir de 2018.
En août 2022, Prime Video diffuse la première saison de la série Une équipe hors du commun (A League of Their Own), inspirée du film homonyme de Penny Marshal. Elle crée, écrit et produit cette série avec Will Graham, dans laquelle elle joue également au côté notamment de Chanté Adams, D'Arcy Carden.
En novembre 2022, elle reçoit le Voice & Visibility Award décerné par le National Center for Lesbian Rights (en).

## Vie personnelle
Dans une interview en 2018, Abbi Jacobson annonce être ouverte pour une relation avec un homme ou une femme.
Sur sa page Instagram, elle annonce le 25 octobre 2021 être en couple avec l'actrice Jodi Balfour depuis un an. Elles se sont fiancées en août 2022.

## Filmographie

### Comme actrice

#### Télévision et Internet
- 2010-2011 : Broad City (websérie) : Abbi Abrams
- 2014-2019 : Broad City (série télévisée) : Abbi Abrams
- depuis 2014 : Hack Into Broad City (série télévisée) : Abbi Abrams
- depuis 2015 : Pickle and Peanut (en) (série animée) : Sneaky Patty (voix)
- 2016-2020 : BoJack Horseman (série animée) : Emily (voix)
- 2018-2023 : Désenchantée (Disenchantment) (série animée) : princesse Bean (voix)
- depuis 2022 : Une équipe hors du commun (A League of Their Own) : Carson Shaw

#### Cinéma
- 2014 : Nos pires voisins 2 : Jessica Baiers
- 2017 : Lego Ninjago, le film : Nya (voix)
- 2017 : Manhattan Stories (Person to Person) de Dustin Guy Defa : Claire
- 2018 : 6 Balloons de Marja-Lewis Ryan : Katie
- 2021 : Les Mitchell contre les machines : Katie Mitchell / Dog Cop

### Comme scénariste
- 2010-2011 : Broad City (websérie)
- 2014 - 2019 : Broad City (série télévisée)
- depuis 2014 : Hack Into Broad City (série télévisée)
- depuis 2022 : Une équipe hors du commun (A League of Their Own) (série télévisée)

## Émission de télévision
- 2018 : RuPaul's Drag Race, saison 10, épisode 9

## Publications
En tant qu'illustratrice, Abbi Jacobson a publié deux livres de coloriage aux éditions Chronicle Books en 2013 : Color This Book: New York City et Color This Book: San Francisco. Elle a ensuite illustré l'ouvrage Carry This Book, publié chez Viking Press en 2016, dans lequel sont représentés les intérieurs fictifs de sacs de célébrités.

## Distinctions
- Primetime Emmy Awards 2016 : nomination pour la meilleure série courte pour Hack Into Broad City
- Primetime Emmy Awards 2017 : nomination pour la meilleure série courte pour Hack Into Broad City
- Voice & Visibility Award 2002 décerné par le National Center for Lesbian Rights (en) (NCLR)[5]